# Monaco i olympiska sommarspelen 2012
Monaco deltog i de olympiska sommarspelen 2012 som äger rum i London i Storbritannien mellan den 27 juli och den 12 augusti 2012.

## Friidrott
Förkortningar
- Notera – Placeringar gäller endast den tävlandes eget heat
- Q = Kvalificerade sig till nästa omgång via placering
- q = Kvalificerade sig på tid eller, i fältgrenarna, på placering utan att ha nått kvalgränsen
- NR = Nationellt rekord
- N/A = Omgången inte möjlig i grenen
- Bye = Idrottaren behövde inte delta i omgången

Herrar
Bana och väg
| Idrottare  | Gren  | Heat     | Heat      | Semifinal        | Semifinal        | Final            | Final            |
| Idrottare  | Gren  | Resultat | Placering | Resultat         | Placering        | Resultat         | Placering        |
| ---------- | ----- | -------- | --------- | ---------------- | ---------------- | ---------------- | ---------------- |
| Brice Etès | 800 m | DSQ      | DSQ       | Gick inte vidare | Gick inte vidare | Gick inte vidare | Gick inte vidare |

## Judo
Herrar
| Idrottare     | Gren                    | 32-delsfinal         | Sextondelsfinal            | Åttondelsfinal             | Kvartsfinal          | Semifinal            | Återkval             | Bronsmatch           | Final                | Final            |
| Idrottare     | Gren                    | Motståndare Resultat | Motståndare Resultat       | Motståndare Resultat       | Motståndare Resultat | Motståndare Resultat | Motståndare Resultat | Motståndare Resultat | Motståndare Resultat | Placering        |
| ------------- | ----------------------- | -------------------- | -------------------------- | -------------------------- | -------------------- | -------------------- | -------------------- | -------------------- | -------------------- | ---------------- |
| Yann Siccardi | Extra lättvikt (-60 kg) | BYE                  | Khousrof (YEM) W 0101–0012 | Galstyan (RUS) L 0000–0100 | Gick inte vidare     | Gick inte vidare     | Gick inte vidare     | Gick inte vidare     | Gick inte vidare     | Gick inte vidare |

## Rodd
Herrar
| Idrottare       | Gren          | Heat    | Heat      | Återkval | Återkval  | Kvartsfinal | Kvartsfinal | Semifinal | Semifinal | Final   | Final     | Final |
| Idrottare       | Gren          | Tid     | Placering | Tid      | Placering | Tid         | Placering   | Tid       | Placering | Tid     | Placering |       |
| --------------- | ------------- | ------- | --------- | -------- | --------- | ----------- | ----------- | --------- | --------- | ------- | --------- | ----- |
| Mathias Raymond | Singelsculler | 6:58,60 | 3 QF      | BYE      | BYE       | 7:20,16     | 5 SC/D      | 7:38,17   | 3 FC      | 7:36,35 | 18        |       |

## Segling
Herrar
| Seglare        | Gren  | Lopp | Lopp | Lopp | Lopp | Lopp | Lopp | Lopp | Lopp | Lopp | Lopp | Lopp | Summerad poäng | Finalplacering |
| Seglare        | Gren  | 1    | 2    | 3    | 4    | 5    | 6    | 7    | 8    | 9    | 10   | M*   | Summerad poäng | Finalplacering |
| -------------- | ----- | ---- | ---- | ---- | ---- | ---- | ---- | ---- | ---- | ---- | ---- | ---- | -------------- | -------------- |
| Damien Desprat | Laser | 44   | 45   | 45   | 39   | 40   | 43   | 42   | 32   | 41   | 25   | EL   | 351            | 45             |

M = Medaljlopp; EL = Eliminerad – gick inte vidare till medaljloppet;

## Triathlon

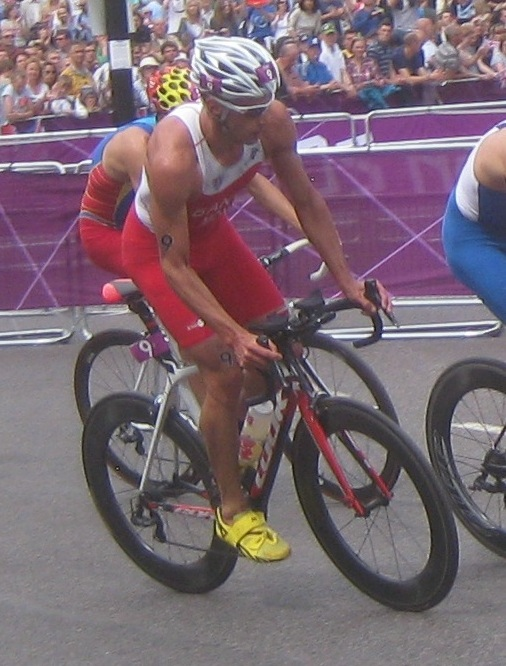
Hervé Banti blev Monacos första triathlet att delta i OS.

| Triathlet   | Gren                | Simning (1,5 km) | Trans 1 | Cykling (40 km) | Trans 2 | Löpning (10 km) | Total tid | Placering |
| ----------- | ------------------- | ---------------- | ------- | --------------- | ------- | --------------- | --------- | --------- |
| Hervé Banti | Herrarnas triathlon | 18:55            | 0:40    | 58:51           | 0:32    | 33:44           | 1:52:42   | 49        |